# Claude I Carondelet
Claude Carondelet (Dole, 1467 – 31 mei 1518) was een jurist en adviseur van keizer Karel V.

## Levensloop
Carondolet was de oudste zoon van Jan I Carondelet, kanselier van de Nederlanden en Bourgondië onder Maximiliaan van Oostenrijk, en Marguerite de Chassey. Jan II en Ferry Carondelet waren jongere broers.
Als lid van de ambtsadel werd hij tot ridder geslagen en was hij heer van de heerlijkheid Solre-sur-Sambre.
In navolging van zijn vader begon hij aan een juridische carrière. Maximiliaan van Oostenrijk nam hem in dienst als rekwestmeester en belastte hem met diplomatieke zendingen. Zo onderhandelde hij in 1509 in Engeland de verloving van de jonge Karel van Luxemburg met Maria Tudor. In hetzelfde jaar werd hij een van de commissarissen belast met het vernieuwen van de wetgeving.
Bij Karels vertrek naar Spanje in 1517 werd Carondelet benoemd tot hoofd van de geheime raad die het bestuur in de Nederlanden tijdens zijn afwezigheid zou waarnemen. Hij stierf echter het jaar nadien en werd begraven in de abdij van de Thure bij Solre-sur-Sambre.

## Huwelijk
Claude Carondelet huwde met Jacqueline Blondel de Joigny van Pamele en werd vader van onder meer Claude II Carondelet.
- International Standard Name Identifier: 0000 0003 9217 4317
- Nederlandse Thesaurus van Auteursnamen: 278574890
- Virtual International Authority File: 286166747